# Mattaleto
Mattaleto, capoluogo comunale tra il 1821 e il 1831, è una frazione di Langhirano, in provincia di Parma.
La località dista 0,92 km dal capoluogo.

## Geografia fisica
Mattaleto sorge in posizione collinare immediatamente a monte dell'abitato di Langhirano, sul versante sinistro della Val Parma.

## Origini del nome
La località, nota nel XII secolo come Matalitulo e successivamente "Mataleto", deriva il suo toponimo dall'unione dei termini matt, col significato di "edificio chiuso e fortificato", e laeth, ossia "distrutto, rovinato", in riferimento al castello medievale che vi sorgeva fino al XVI secolo.

## Storia
Il borgo fu fondato in epoca longobarda, lungo la trafficata strada delle cento miglia.
In età medievale Mattaleto, col vicino centro, all'epoca minore, di Langhirano, dipendeva dal castello di Castrignano, appartenente nell'XI secolo alla chiesa di San Pietro di Parma, nella prima metà del XII secolo al convento di Sant'Apollonio di Canossa, dal 1137 al monastero di San Prospero di Reggio Emilia e a partire dal 1186 al vescovo di Parma.
La prima fonte che menzioni l'esistenza della cappella di San Michele risale al 1230, mentre del castello non esistono testimonianze antecedenti il 1297, anno in cui la struttura, appartenente ai parmigiani, fu occupata, unitamente al castello di Corniglio, dai ribelli capitanati da Manuello di Vallisnera, alleati del marchese di Ferrara Azzo VIII d'Este; i parmigiani reagirono prontamente e riconquistarono la fortificazione, distruggendola.
Nel 1376 il vescovo Ugolino de' Rossi investì del feudo di Castrignano il pronipote Rolando de' Rossi, in segno di riconoscenza per i servigi resi dal padre Giacomo all'episcopato parmense.
I Rossi ricostruirono il maniero di Mattaleto, ma nel 1405 Giacomo Terzi se ne impossessò dopo aver occupato numerosi altri castelli rossiani del Parmense, tra cui quello di Castrignano; i Terzi fortificarono la struttura, che nel 1409 fu conquistata, insieme alla vicina Castrignano, da Galeazzo da Correggio per conto del marchese di Ferrara Niccolò III d'Este, alleato dei Rossi; tuttavia il Correggese se ne impossessò, perciò nel 1410, dopo l'uccisione di Ottobuono de' Terzi, Pietro de' Rossi attaccò di sorpresa la fortificazione di Castrignano riconquistandola.
I Rossi mantennero i diritti su Castrignano fino alla disastrosa guerra del 1482, al cui termine l'ampio feudo, rivendicato dal vescovo Giovanni Giacomo Schiaffinato, fu restituito alla diocesi di Parma.
Nel 1512 il papa Giulio II acquistò i diritti su Langhirano e dintorni, che assegnò a Galeazzo Pallavicino, marchese di Busseto; quest'ultimo ne ricevette conferma dal nuovo papa Leone X nel 1514. Dopo alcuni anni il territorio rientrò nelle mani del vescovo di Parma.
Nel 1660 il duca di Parma Ranuccio II Farnese investì Antonio Garimberti della contea di Langhirano; la famiglia ne mantenne i diritti fino alla loro abolizione sancita da Napoleone nel 1805. Mattaleto divenne frazione del nuovo comune (o mairie) di Langhirano, che tra il 1821 e il 1831 fu elevata a capoluogo di distretto ducale; in quegli stessi anni fu Mattaleto la sede municipale.
Fino al 1944 la chiesa di San Michele Arcangelo funse da parrocchia anche per Langhirano, prima dei lavori di ampliamento della chiesa dell'Annunciazione di Maria Vergine del capoluogo.

## Monumenti e luoghi d'interesse

### Chiesa di San Michele Arcangelo

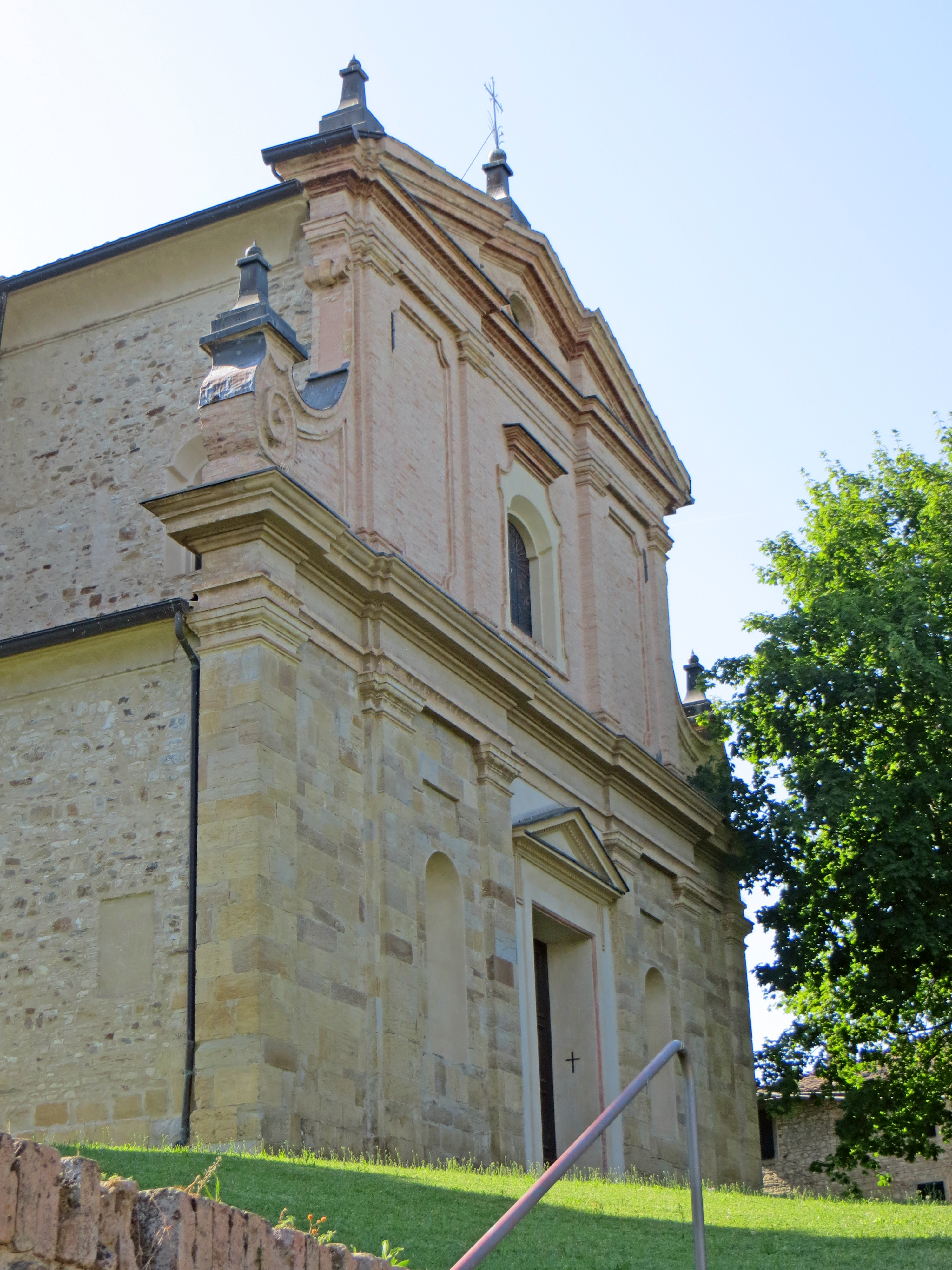
Chiesa di San Michele Arcangelo

Menzionata per la prima volta nel 1230, la chiesa romanica, ormai degradata, fu interamente ricostruita in stile barocco tra il 1715 e il 1723 su progetto dell'architetto Francesco Boetti, conservando soltanto l'originario campanile, che fu modificato nella parte sommitale tra il 1814 e il 1819; completamente restaurata e decorata internamente tra il 1883 e il 1886, costituì fino al 1944 la parrocchia non solo di Mattaleto ma anche della vicina Langhirano; danneggiata dal sisma del 2008, fu consolidata strutturalmente e restaurata tra il 2009 e il 2011.

### Castello
Edificato originariamente entro il XIII secolo, il maniero, dipendente dal castello di Castrignano della diocesi di Parma, fu occupato nel 1297 da Manuello di Vallisnera e subito riconquistato dai parmigiani, che lo distrussero; assegnato nel 1376 ai Rossi, che lo ricostruirono, fu espugnato nel 1405 dai Terzi, che lo fortificarono; conquistato nel 1409 da Galeazzo da Correggio, l'anno seguente fu ripreso dai Rossi, che lo mantennero fino al 1483, anno in cui fu restituito col feudo di Castrignano al vescovo di Parma; da tempo abbandonato, cadde in declino, tanto che già nel 1590 ne sopravvivevano soltanto alcuni resti, in seguito completamente scomparsi.